# NP-Intermediário
Em complexidade computacional, problemas que são da classe de complexidadeNP mas não não estão contido na classe P nem na classe NP-Completo são chamados NP-Intermediários, e a classe de tais problemas é chamada de NPI. O teorema de Ladner, mostrado em 1975 por Richard Ladner é um resultado assertivo de que, se P ≠ NP, então NPI não é vazio; ou seja, NP contém problemas que não estão contidos em P nem NP-completo. Uma vez que a outra direção é trivial, nós podemos dizer que P = NP  se, e somente se NPI é vazio.
Assumindo que P ≠ NP, Ladner explicitamente construiu um problema em NPI, apesar do problema ser artificial e de qualquer outra forma, desinteressante. Ainda é um questionamento em aberto se qualquer problema "natural" possui a mesma propriedade: o Teorema da Dicotomia de Schaefer provê condições sobre as quais classes de problemas restritos de satisfatibilidade booleana não podem estar presentes em NPI.  Alguns problemas que são considerados bons candidados à pertinência aos NP-Intermediários são oproblema do isomorfismo de grafo, fatoração, e a computação do logaritmo discreto.

## Lista de possíveis problemas NP-Intermediários[4]
- Fatoração de inteiros
- Problemas de Isomorfismo: problema de isomorfismo de grafo, problema de isomorfismo de grupo, automorfismo de grupo, isomorfismo de anéis, automorfismo de anéis
- Computar distância de rotação [5] entre duas árvores binárias ou a distância de flip entre duas triangulações do mesmo polígono convexo
- O problema de turnpike[6] de reconstrução de pontos em linha pela sua distância multiset
- Logaritmo Discreto e outros problemas e desafios criptográficos
- Determinar vencedor em jogos de paridade[7]
- Determinas quem tem a maior chance de vencer um stochastic game[7]
- Problemas de números em caixas [8]
- Controle de agenda para torneios balanceados de eliminação única [9]
- Knot triviality[10]
- Assumir que NEXP não é igual à EXP, versões de problemas NEXP-completos
- Problemas em TFNP[11]
- Intersecting Monotone SAT[12]
- Minimização de Circuitos[13][14]
- Decidir quando dado corpo triangulado tridimensional é uma 3-sphere
- O cutting stock problem com número constante de comprimento de objetos[15]
- Monotone self-duality[16]
- Partição de Grafos[17]
- Soma de subconjuntos da casa dos pombos[18]
- Determinar o resultado de uma comparação entre duas somas de raízes de inteiros [19]
- Decidir qual grafo admite uma graceful labeling[20]
- Versão de distância do vetor mais próximo no problema de lattice[21]
- Problema da divisibilidade linear[22]
- Encontrar a dimensão VC[23]
- Clustered planarity[24]